# Accident of Birth
Accident of Birth е четвъртият студиен албум на Брус Дикинсън, издаден през 1997 г.
Във втория албум на певеца участие взима китариста и продуцент Рой Z и поради тази причина той е много по-различен от последвалия го Skunkworks. Accident of Birth бележи завръщането на Брус към мелодичния стил на пеене. В албума участва и член на Айрън Мейдън – Ейдриън Смит. Двамата заедно ще се завърнат в Maiden през 1999 г.
Обложката е направена от Дерег Ригс, който е по-известен с обложките си за Iron Maiden и превъплъщенията на Еди. Има две версии на албума – една за Европа и една за САЩ. На европейската е изобразен Едисън (закачка от английски Eddie's Son – „Синът на Еди“) да изкача от човешки стомах. Оригиналния постер показва само стомаха, но в специалното издание ясно личи, че е човешки стомах. Това е причината, поради която е решено, че на американския пазар, албумът не може да се появи с тази обложка. Така американската версия представлява фронтален поглед към куклата. На пре-издадената версия от 2005 г. обложката е още по-различна – куклата е прикована на кръст.
Докато правил албума, майката на Брус Дикинсън му казала, че той е резултат от „неуспешен аборт“. Това определя заглавието на албума – Брус е плод на раждане, което не е трябвало да се случи. Не е ясно обаче дали става въпрос за аборт, при който са се опитали да спасят детето или майката на Брус е изразила съжаление, че не е абортирала.

### Оригинално издание
1. Freak – 4:15 (Дикинсън, Рой Z)
2. Toltec 7 Arrival – 0:37 (Дикинсън, Рой Z)
3. Starchildren – 4:17 (Дикинсън, Рой Z)
4. Taking The Queen – 4:49 (Дикинсън, Рой Z)
5. Darkside of Aquarius – 6:42 (Дикинсън, Рой Z)
6. Road To Hell – 3:57 (Дикинсън, Смит)
7. Man of Sorrows (Dickinson) – 5:20
8. Accident of Birth – 4:23 (Дикинсън, Рой Z)
9. The Magician – 3:54 (Дикинсън, Рой Z)
10. Welcome To The Pit – 4:43 (Дикинсън, Смит)
11. The Ghost of Cain * – 4:15 (Дикинсън, Рой Z)
12. Omega – 6:23 (Дикинсън, Рой Z)
13. Arc of Space – 4:18 (Дикинсън, Рой Z)

- The Ghost of Cain само в японското и американсото издание на втория диск от 2005 г.